# Phonicosia styphelia
Phonicosia styphelia är en mossdjursart som beskrevs av Gordon 1989. Phonicosia styphelia ingår i släktet Phonicosia och familjen Lacernidae. Inga underarter finns listade i Catalogue of Life.